# 폴 리쾨르

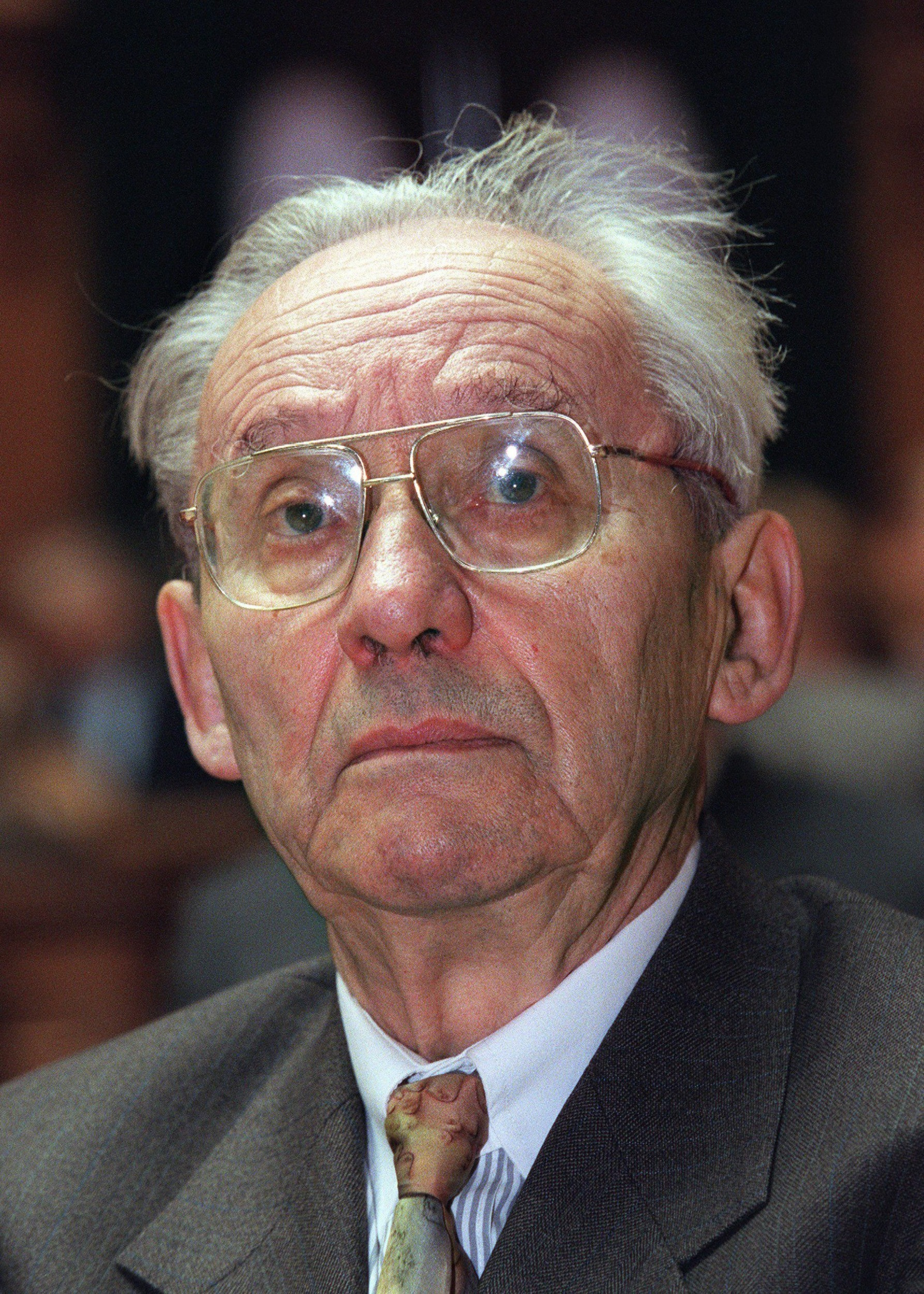
Paul Ricœur (1999)

폴 리쾨르(Paul Ricœur, 1913년 2월 17일 ~ 2005년 5월 20일)는 프랑스의 철학자이다.
그의 철학은 가브리엘 마르셀의 종교적 실존주의의 영향을 받으면서 시작되었다. 그 후 후설의 영향으로 현상학을 깊이 연구했으며, 후설의 저서를 프랑스어로 번역하기도 했다. 프로테스탄트적인 기반에서 현상학·해석학·언어철학 등을 섭렵한 폭넓은 철학적 사유를 보였다. 르몽드 지에서는 특집기사에서 오랜 그의 철학을 ‘온갖 대화의 철학(Philosophe de tous les dialogues)’이라고 표현했다.

## 생애
폴 리쾨르는 1913년 프랑스 남동부 발랑스(Valence) 시의 독실한 개신교 가정에서 태어났다. 리쾨르의 모친은 그가 아주 어렸을 때 세상을 떠났고, 영어교수였던 부친은 1차 세계대전에 참전하여 실종되었다. 전쟁고아가 된 리쾨르는 브르타뉴의 렌 시로 이주하여 조부모와 숙모의 손에서 성장하고 대학을 졸업하였다. 렌 대학교 졸업 후 아그레가시옹(철학교사 자격시험)을 위해 파리로 상경해 1935년 파리대학에서 철학을 공부하였다. 그리고 그곳에서 유신론적 실존주의 철학자로 알려진 가브리엘 마르셀에게 철학과 신학을 배웠다.
제2차 세계대전이 발발하자 리쾨르는 1939년 프랑스 군에 입대하였다. 그리고 1년 후 독일군에 잡혀 스위스에서 5년간 포로 수용소생활을 하였다. 그곳에서 그는 프랑스 지적 토양과는 또 다른 독일의 철학을 접하게 된다. 리쾨르는다른 지식인들과 공조하여 수용소 내 대학 프로그램을 만들고 책과 자료를 모았다. 그때 에드문트 후설의 저서들을 읽고 번역한 것을 통해 후설 연구가로도 알려지게 되었다. 리쾨르는 종전 후 메를로퐁티의 도움을 받아 1950년 후설의 《현상학의 이념들》을 프랑스어로 번역하여 출간하였다.
리쾨르는 1948∼1956년까지 스트라스부르 대학에 재직하였다. 그곳에서 그는 동기 교수 조르주 뒤스도르프와 함께 정기적인 철학 고전 독해 토론모임을 만든다. 그리고 신학과 정치 실천운동에도 적극 가담한다. 그러던 중 1956년부터는 스트라스부르를 떠나 소르본 대학에서 철학교수로 재직하였다. 리쾨르는 당시 세대는 파리 진출이 제일 목표인 세대였고 그만큼 소르본의 철학과가 훌륭했음은 인정했다. 그러나 그곳에서의 생활을, 특히 특히 동료교수나 학생등과의 관계 측면에서, '일종의 지적 사막'이라고 회고할만큼 불만족스러워했다. 그렇지만 그 시기에 《오류를 범하는 인간》, 《악의 상징》, 《해석에 관하여 : 프로이트에 대한 시론》같은 주저들을 출판하기도 하였다. 자크 데리다도 그 시기에 리쾨르의 조교로 근무하면서 그와 교류했던 인물이다.
리쾨르는 1967년 넝테르(Nanterre) 대학이 새롭게 개교하자 그곳으로 자리를 옮겨 학장으로 재직했다. 그 이듬해에 교내 분규 등을 동반했던 1968년 학생혁명(68운동)이 일어나게 된다. 평화주의자이고 비폭력신봉자였던 폴 리쾨르는 비폭력적 정치갈등해소의 관점에서 당국과 학생의 소통을 통한 해결을 모색했다. 그러나 당시의 현실은 그의 뜻대로 되지 않았고, 부학장의 단독결정으로 경찰병력이 투입되어 무력으로 학내분규가 해결된다. 이후 폴 리쾨르는 급진적인 학생들로부터 외면당했고 자기 자신도 이 사태에 대한 책임을 지는 선에서 1970년 사임하였다.
그 후 리쾨르는 벨기에의 루뱅대학교, 미국의 시카고대학 신학과에서 강의와 저술활동을 하였다. 그 시기에 《살아 있는 메타포 La métaphore vive》 등의 저작을 계속 출간하였다. 정년 퇴임 이후에도 프랑스와 미국을 오가면서 강연과 논문 발표를 계속한다.
2005년 5월 20일, 프랑스 샤트네말라브리의 자택에서 92세로 생을 마감한다.

## 저작
- 의지의 철학 Philosophie de la volonté, 제1권, 1950., 제2권, 1960.
- 의지적인 것과 비의지적인 것 Le volontaire et l'involontaire, 1949.
- 유한성과 죄악가능성 Finitude et culpabilité, 1960.
- 해석에 관하여 De l'interpré tation, 1965.
- 살아있는 메타포 La métaphore vive, 1985.
- 시간과 이야기 Temps et ré cit 1, 2, 3, 1983. ~ 1985.
- 타자로서의 자기 자신 Soimême comme un autre. 1990.
- 강좌 Lecture, 1992.
- 비판과 확신: 프랑스아 아주비와 마르크드 로네와의 인터뷰 La critique et la convicition: Entretien avec François Azouvi et Marc de Launay, 1995. - 국내 번역판 ; <폴 리쾨르, 비판과 확신>, 변광배•전종윤 옮김, 그린비출판사
- 기억, 역사, 망각 La mémoire, l'histoire, l'oubli. 2002.

## 같이 보기
- 포스트모던 신학

## 참고 문헌
- 『폴 리쾨르, 비판과 확신』, 변광배•전종윤 옮김, 서울: 그린비출판사, 2013.
- 이양수, 『폴 리쾨르』, 서울: 커뮤니케이션북스, 2016.
- 폴 리쾨르, 『해석학의 철학』, 「리쾨르의 현상학적 해석학」,박순영 옮김, 파주: 서광사, 1993, 325~350쪽.